# Sadarak Rayon
Sadarak Rayon är en kommun i Azerbajdzjan.   Den ligger i distriktet Nachitjevan, i den västra delen av landet, 400 km väster om huvudstaden Baku.
Trakten runt Sadarak Rayon består i huvudsak av gräsmarker. Runt Sadarak Rayon är det ganska tätbefolkat, med 90 invånare per kvadratkilometer.